# فيروس سقفي
الفيروسات السقفية (بالإنجليزية: Tectiviridae)‏ مصنفة مع المجموعة الأولى في تصنيف بلتيمور، هذه العائلة من الفيروسات تصيب البكتيريا سلبية الغرام.

## وصلات خارجية
- نطاق فيروسي: فيروسات سقفية